# Ukjent mann
Ukjent mann är en norsk svartvit kriminal- och dramafilm från 1951 med regi och manus av danskan Astrid Henning-Jensen.

## Handling
Erik Dahl flyr från fängelset där han sitter dömd för smuggling. Han söker upp sin fru. Polisen har redan varit hos henne och eftersom han inte vill sona sitt straff bryter hon med honom. Nästa dag går han på cirkus tillsammans med sin son, men blir där igenkänd av polis och måste fly. Med hjälp av vännen Jensen lyckas han fly från staden. Han vandrar omkring i skogen, anlägger mustasch och färgar håret för att inte bli igenkänd. Han blir modigare och tar en båttur där han möter Tone. Han tar in på stadens hotell och skriver in sig som fiskhandlare. Snart tror folk att han kommit dit för att starta fiskerinäring. Josefsen, som tidigare verkat i samma bransch, gör sig till partnet med Dahl. Affärerna går lysande och de blir erbjudna att exportera till Danmark. Erik reser själv och i Köpenhamn blir han uppmött av Tone. Tillsammans återvänder de till Norge. Väl hemkomna upptäcker polisen att Erik är eftersökt och han reser till Bergen för att träffa sonen en sista gång. Polisen är honom dock på spåren och till slut grips han.

## Rollista
- Alfred Maurstad – Erik Dahl
- Urda Arneberg – Tone
- Jørn Ording – Josefsen
- Helen Brinchmann – Mona Dahl
- Joachim Holst-Jensen – Jansen
- Lulu Ziegler – kabaretsångerska
- Svend von Düring – polisassisteneten
- Toralf Sandø – länsmannen
- Eilif Armand – kontrollören
- Haakon Arnold – elkotrollören
- Rolf Berntzen – polismannen
- Lalla Carlsen – en gammal dam
- Frimann Falck Clausen – betjänt
- Lars Henning-Jensen – Knut
- Egil Hjorth-Jenssen – hotellvärden
- Lothar Lindtner – betjänt
- Preben Neergaard – kyparen
- G. Nilssen – fiskaren
- Arne Thomas Olsen – sakföraren
- Ingolf Rogde – postmästaren
- Sidsel Sellæg – tjänsteflicka
- Espen Skjønberg – bokförsäljaren
- Henny Skjønberg – en gammal dam
- Hilde Solheim – fröken Andersson
- Ingeborg Steffens – fröken Unstad
- Guri Stormoen – hotellvärdinna
- Hans Stormoen – Hol
- Lars Tvinde – hästhandlaren
- Kåre Wicklund – agenten
- Karl Eilert Wiik – krypskytten

## Om filmen
Ukjent mann bygger på Arthur Omres roman Flukten från 1936, översatt till svenska året efter av Eyvind Johnson med titeln Flykten. Romanen omarbetades till filmmanus av regissören Astrid Henning-Jensen. Filmen producerades av Ernst Ottersen för Norsk Film A/S. Den filmades av Arthur J. Ornitz.
Filmen hade premiär i Norge den 19 november 1951. Dess engelska titel är The Stranger.

## Musik
- "Lulu Zieglers vise", musik: Gunnar Sønstevold, text: Poul Henningsen